# New Germany (Nova Scotia)
New Germany ist ein Dorf in der kanadischen Provinz Nova Scotia am LaHave River, ca. 123 Kilometer (bzw. 91 Kilometer Luftlinie) südwestlich von Halifax.

## Geschichte
New Germany wurde von deutschen Einwanderern im 18. Jahrhundert gegründet, welche als sogenannte „ausländische Protestanten“ ins Land gekommen waren. Der Ort befindet sich im Lunenburg County, welches mit der größten Stadt Lunenburg eine hohe Dichte an deutschen Einwanderern hatte. Bei der Volkszählung im Jahr 2021 bezeichneten sich in New Germany noch 135 Einwohnern als deutscher Abstammung, die zweitgrößte Gruppe nach 165 Einwohnern, die sich als kanadischer Abstammung bezeichneten.

## Demographie
Der Zensus im Jahr 2021 ergab für die Stadt eine Bevölkerung von 447 Einwohnern, nachdem der Zensus im Jahr 2016 für die Gemeinde noch eine Bevölkerung von noch 458 Einwohnern ergeben hatte. Die Bevölkerung hat damit im Vergleich zum letzten Zensus im Jahr 2016 entgegen dem Trend in der Provinz um 2,4 % abgenommen, während der Provinzdurchschnitt bei einer Bevölkerungszunahme von 5,0 % lag. Im letzten Zensuszeitraum von 2011 bis 2016 hatte die Bevölkerung noch überdurchschnittlich um 2,5 % zugenommen, bei einer durchschnittlichen Bevölkerungszunahme von 0,2 % in der Provinz.
Im Rahmen des „Census 2021“ wurde für die Gemeinde ein Medianalter von 53,6 Jahren ermittelt. Das Medianalter der Provinz lag 2021 bei nur 45,6 Jahren. Das örtliche Durchschnittsalter lag bei 48,9 Jahren, bzw. bei 44,2 Jahren in der Provinz. Beim „Census 2016“ wurde für die Gemeinde noch ein Medianalter von nur 50,4 Jahren ermittelt und für die Provinz von 45,5 Jahren.

## Bildung
In der School Street von New Germany befindet sich die New Germany Rural High School (Klasse 7–12), welche auch für andere Orte der Umgebung als weiterführende Schule dient. Unweit davon gibt es eine Grundschule (New Germany Elementary School), in der ungefähr 200 Schüler bis zur sechsten Klasse unterrichtet werden.

## Verkehr
New Germany liegt zwischen Middleton im Norden und Bridgewater im Süden am Trunk Highway 10, außerdem ist es über die nachrangige Route 208 an das Verkehrsnetz von Nova Scotia angeschlossen.